# Codex Angelicus
Der Codex Angelicus (Gregory-Aland no. Lap oder 020; von Soden α 5) ist eine griechische Handschrift des Neuen Testaments, die auf das 9. Jahrhundert datiert wird. Die Handschrift ist nicht vollständig.

## Beschreibung
Die Handschrift besteht aus der Apostelgeschichte und den Paulusbriefen auf 189 Pergamentblättern (27 × 21,5 cm), allerdings fehlen dem Codex einige große Teile der Apostelgeschichte (1,1–8,10) und des Hebräerbriefs 13,10–25.
Die Handschrift enthält Prolegomena, Lektionar-Markierungen, Unterschriften, und στιχοι.
Der griechische Text des Codex repräsentiert den byzantinischen Text und wird der Kategorie V zugeordnet.

## Geschichte des Codex
Die Handschrift gehörte Kardinal Passionei und wird in der Biblioteca Angelica (no. 39) in Rom verwahrt, daher der Name des Kodex.
Die Handschrift wurde durch Montfaucon, Bianchini, Birch (Jakobusbrief und 1 Korintherbrief), und Scholz (ganzer Kodex), und Ferdinand Fleck untersucht. Der Text wurde durch Tregelles und Tischendorf kollationiert.